# Vala Mal Doran
Vala Mal Doran  is een personage in de televisieserie Stargate SG-1 gespeeld door actrice Claudia Black

## Biografie
Vala was een "ruimtepiraat", en een bekende dief die seks gebruikt om spullen te stelen. Zij was blijkbaar een recente gastheer van een Goa'uld genaamd Qetesh (een geslachtsgodin uit de Mesopotamische en Egyptische mythologie).